# Ісландська Вільна держава
Ісландська Вільна держава, Ісландська співдружність або Республіка Ісландія (ісл. Þjóðveldið) — держава, що існувала на території Ісландії від заснування Альтинґа 930 року аж до присяги на вірність норвезькому королю 1262 року. Державу заснували переважно вихідці з Норвегії, що втекли з країни після того, як її об'єднав під своєю владою король Гаральд I.

## Система ґодордів
Середньовічна ісландська держава мала незвичну структуру. На національному рівні Альтинґ виконував і законодавчу, і судову владу; не було короля чи якихось інших центральних органів виконавчої влади. Ісландія була поділена на багато ґодордів, що були, по суті, кланами чи альянсами, які очолювали ґоді. Лідери призначали суддів для вирішення суперечок між членами ґодорду. Ґодорди не були суто географічними районами. Фактично, належність до ґодорду було особистим рішенням людини, і теоретично, кожен охочий міг змінити свій ґодорд на інший. Втім жодна група людей не могла обрати кого-небудь на посаду ґоді: цей статус був власністю ґоді, його можна було купити, продати, успадковати чи позичити. 
Нащадки Інґолфра Арнарсона, першого поселенця в Ісландії, прийняли статус атльсгер'ярґоді (allsherjargoði), який повинен був освятити Альтинґ, коли той збирався. 

## Судова система
Якщо особа хотіла оскаржити рішення місцевого ґодорда або суперечка точилася між представниками різних ґодордів, справу передавали до суду вищого рівня. До таких належали чотири суди, що відповідали чотирьом кварталам Ісландії. Альтинґ створив «п'ятий суд», що був найвищим судом з-поміж усіх, і багато ґоді були його членами.
Альтинґу лише частково вдавалося припиняти ворожнечу; Маґнус Маґнуссон називає це «непростою заміною помсти». Втім він міг діяти дуже швидко. Напередодні християнізації Ісландії 1000 року, аби запобігти навалі на острів чужоземців, Альтинґ зобов'язав усіх ісландців охреститися, а також заборонив публічно проводити язичницькі ритуали. Особисте проведення ритуалів було заборонено через кілька років. 
1117 року закони було записано, і цей запис згодом назвали ґраґас (Grágás).
Життя за цієї системи було описано в деяких ісландських сагах. Праці Сага про Ньяла та Laxdaela Saga подають багато деталей, проте їх точність піддають сумніву. 

## Військо
Послідовники ґоді були зобо'вязані до військової служби. Вони утворювали взводи або компанії, основані на їхньому соціальному статусі та спорядженні, що формувало експедиційні армії або лейгандрс. Ісландські військові традиції близько наслідували норвезьке військо. 
Не було кінноти: натомість основну частину сил було розподілено на легку, середню чи важку піхоту з лучниками, яких розподіляли вздовж піхотних частин. До кінця існування держави в Ісландії було побудовано щонайменше 21 замок.
Бірґір Лофтссон (Birgir Loftsson) пише, що в Епоху Стурлунґів у битві зазвичай брали участь бл. 1000 вояків, з них гинули бл. 15%. Цей низький показник жертв він пояснює притаманною тоді ісландцям традицією кровної помсти: переможена армія не могла загинути з честю людини.

## Занепад
На початку XIII ст. в Епоху Стурлунґів в державі почалися значні внутрішні конфлікти. Король Норвегії почав тиснути на своїх ісландських васалів, аби ті передали країну під його владу. Поєднання незадоволення внутрішніми військовими конфліктами та тиску з боку короля Норвегії вимусили ісландських лідерів прийняти владу короля Хокона IV, уклавши 1262 року Gamli sáttmáli (Стару угоду).